# San José de Bernalejo
San José de Bernalejo är en ort i Mexiko.   Den ligger i kommunen Irapuato och delstaten Guanajuato, i den centrala delen av landet, 270 km nordväst om huvudstaden Mexico City. San José de Bernalejo ligger 1 718 meter över havet och antalet invånare är 1 200.
Terrängen runt San José de Bernalejo är platt åt sydost, men åt nordväst är den kuperad. Runt San José de Bernalejo är det ganska tätbefolkat, med 199 invånare per kvadratkilometer. Närmaste större samhälle är Irapuato, 6,2 km nordost om San José de Bernalejo. Trakten runt San José de Bernalejo består till största delen av jordbruksmark.